# Rhamphomyia samarkandensis
Rhamphomyia samarkandensis är en tvåvingeart som beskrevs av Bartak 2000. Rhamphomyia samarkandensis ingår i släktet Rhamphomyia och familjen dansflugor.
Artens utbredningsområde är Kazakstan. Inga underarter finns listade i Catalogue of Life.